# Copa Libertadores de Futsal 2023
La Copa Libertadores de Futsal 2023, denominada oficialmente CONMEBOL Libertadores Futsal 2023, fue la vigésima primera edición de este torneo organizado por la Confederación Sudamericana de Fútbol (CONMEBOL), que enfrentó a los mejores clubes de fútbol sala de América del Sur. Participaron equipos de las diez federaciones de fútbol que forman parte de la CONMEBOL.
El torneo se desarrolló en Caracas, Venezuela, del 21 al 28 de mayo del 2023.

## Equipos participantes
| País                            | Equipo                      | Vía de clasificación                                                                            |
| ------------------------------- | --------------------------- | ----------------------------------------------------------------------------------------------- |
| Argentina 1 cupo                | Barracas Central            | Campeón de la eliminatoria por la Copa Libertadores de Futsal                                   |
| Bolivia 1 cupo                  | Fantasmas Morales Moralitos | Campeón de la Liga Nacional de Fútsal 2022                                                      |
| Brasil 1 cupo + campeón vigente | Cascavel Joinville          | Campeón de la Copa Libertadores de Futsal 2022 Campeón de la Supercopa de Brasil de Futsal 2023 |
| Chile 1 cupo                    | Deportes Recoleta           | Campeón de la Supercopa de Futsal Primera 2022                                                  |
| Colombia 1 cupo                 | Real Antioquia              | Campeón de la Superliga Futsal FCF 2022                                                         |
| Ecuador 1 cupo                  | S.S. Bocca                  | Campeón de la Liga Nacional de Futsal de Ecuador 2022                                           |
| Paraguay 1 cupo                 | Cerro Porteño               | Campeón de la Liga Premium de Futsal 2022                                                       |
| Perú 1 cupo                     | Panta Walon                 | Campeón de la Liga Futsal Pro 2022                                                              |
| Uruguay 1 cupo                  | Peñarol                     | Campeón del Campeonato Uruguayo de Fútbol Sala 2022                                             |
| Venezuela 1 cupo + anfitrión    | Centauros Tigres            | Campeón de la Liga FUTVE Futsal 1 2022 Subcampeón de la Liga FUTVE Futsal 1 2022                |

## Sede
La sede de esta edición fue la capital venezolana, Caracas, y todos los partidos se jugaron en el Poliedro de Caracas.

## Fase preliminar
La fase preliminar (o fase de grupos) se jugó a una sola rueda de partidos divididos en 3 grupos de 4 equipos cada uno. Clasificaron para los cuartos de final, los equipos que ocupan las dos primeras posiciones en cada grupo, más los dos mejores terceros colocados.
     Clasificado a la fase final.
     Posible clasificado a la fase final como uno de los dos mejores terceros.
- Todos los horarios son en UTC-04:00, hora estándar de Venezuela.

### Grupo A
| Pos. | Equipos       | PJ | PG | PE | PP | GF | GC | Dif. | Pts. |
| ---- | ------------- | -- | -- | -- | -- | -- | -- | ---- | ---- |
| 1.   | Cascavel      | 3  | 2  | 1  | 0  | 10 | 4  | +6   | 7    |
| 2.   | Cerro Porteño | 3  | 2  | 0  | 1  | 7  | 7  | 0    | 6    |
| 3.   | Panta Walon   | 3  | 1  | 1  | 1  | 5  | 7  | -2   | 4    |
| 4.   | Tigres        | 3  | 0  | 0  | 3  | 5  | 9  | -4   | 0    |

| 21 de mayo de 2023 | Cascavel                                             | 3:1     | Tigres             | Poliedro de Caracas, Caracas   |                                |
| 10:00              | - Rafael Ernandes - Gessé Gonçalves - Guilherme Cauê | Reporte | - Maikel Hernández | Árbitro(s): Cristian Espíndola | Árbitro(s): Cristian Espíndola |

| 21 de mayo de 2023 | Cerro Porteño                                  | 3:0     | Panta Walon | Poliedro de Caracas, Caracas |                            |
| 12:00              | - Jorge Espinoza - Arnaldo Báez - Carlos Arana | Reporte |             | Árbitro(s): Lautaro Romero   | Árbitro(s): Lautaro Romero |

| 22 de mayo de 2023 | Panta Walon                         | 2:2     | Cascavel                            | Poliedro de Caracas, Caracas |                             |
| 10:00              | - Leanderson Cameiro - Jordi Rivera | Reporte | - Thales Da Matha - Rafael De Paula | Árbitro(s): Henry Gutiérrez  | Árbitro(s): Henry Gutiérrez |

| 22 de mayo de 2023 | Cerro Porteño                                     | 3:2     | Tigres                             | Poliedro de Caracas, Caracas |                         |
| 12:00              | - Jorge Espinoza - Rodrigo Ayala - Gonzalo Abdala | Reporte | - Greudy Salas - Gregory Veramendi | Árbitro(s): Yuri García      | Árbitro(s): Yuri García |

| 23 de mayo de 2023 | Cascavel                                                                                         | 5:1     | Cerro Porteño              | Poliedro de Caracas, Caracas |                         |
| 10:00              | - Jorge Gonçalves - Rafael De Paula - Gessé Gonçalves - Jonathan Franceschetto - Matheus De Lima | Reporte | - (a.g.) Gustavo Rodrigues | Árbitro(s): Andrés Peña      | Árbitro(s): Andrés Peña |

| 23 de mayo de 2023 | Tigres                             | 2:3     | Panta Walon                           | Poliedro de Caracas, Caracas |                            |
| 12:00              | - Michael Gelvez - Wilmer Cabarcas | Reporte | - Xavier Tavera - Leanderson Carneiro | Árbitro(s): Lautaro Romero   | Árbitro(s): Lautaro Romero |

### Grupo B
| Pos. | Equipos          | PJ | PG | PE | PP | GF | GC | Dif. | Pts. |
| ---- | ---------------- | -- | -- | -- | -- | -- | -- | ---- | ---- |
| 1.   | Joinville        | 3  | 2  | 1  | 0  | 4  | 2  | +2   | 7    |
| 2.   | Barracas Central | 3  | 1  | 2  | 0  | 6  | 3  | +3   | 5    |
| 3.   | Real Antioquia   | 3  | 0  | 2  | 1  | 3  | 4  | -1   | 2    |
| 4.   | Fantasmas        | 3  | 0  | 1  | 2  | 4  | 8  | -4   | 1    |

| 21 de mayo de 2023 | Joinville             | 1:0     | Fantasmas | Poliedro de Caracas, Caracas |                           |
| 14:00              | - João César Ferreira | Reporte |           | Árbitro(s): Junior Patiño    | Árbitro(s): Junior Patiño |

| 21 de mayo de 2023 | Barracas Central | 0:0     | Real Antioquia | Poliedro de Caracas, Caracas |                              |
| 16:00              |                  | Reporte |                | Árbitro(s): Daniel Rodriguez | Árbitro(s): Daniel Rodriguez |

| 22 de mayo de 2023 | Real Antioquia | 0:1     | Joinville       | Poliedro de Caracas, Caracas   |                                |
| 14:00              |                | Reporte | - Rafael Baller | Árbitro(s): Cristian Espíndola | Árbitro(s): Cristian Espíndola |

| 22 de mayo de 2023 | Barracas Central                                     | 4:1     | Fantasmas      | Poliedro de Caracas, Caracas |                             |
| 16:00              | - Biagio Russo - Facundo Fontanella - Franco Garrido | Reporte | - José Sánchez | Árbitro(s): Andrés Martínez  | Árbitro(s): Andrés Martínez |

| 23 de mayo de 2023 | Joinville   | 2:2     | Barracas Central                 | Poliedro de Caracas, Caracas |                              |
| 14:00              | - Éder Lima | Reporte | - Biagio Russo - Gabriel Ramirez | Árbitro(s): Daniel Rodríguez | Árbitro(s): Daniel Rodríguez |

| 23 de mayo de 2023 | Fantasmas                                               | 3:3     | Real Antioquia                                   | Poliedro de Caracas, Caracas |                         |
| 16:00              | - Roberto Guerrero - Nicolás Vásquez - Cristian Jiménez | Reporte | - Cristian Arganfo - Yovan Cardenas - Juan Uribe | Árbitro(s): Rolly Rojas      | Árbitro(s): Rolly Rojas |

### Grupo C
| Pos. | Equipos           | PJ | PG | PE | PP | GF | GC | Dif. | Pts. |
| ---- | ----------------- | -- | -- | -- | -- | -- | -- | ---- | ---- |
| 1.   | Centauros         | 3  | 2  | 1  | 0  | 4  | 0  | +4   | 7    |
| 2.   | S.S. Bocca        | 3  | 1  | 1  | 1  | 4  | 3  | 1    | 4    |
| 3.   | Peñarol           | 3  | 0  | 3  | 0  | 1  | 1  | 0    | 3    |
| 4.   | Deportes Recoleta | 3  | 0  | 1  | 2  | 3  | 8  | -5   | 1    |

| 21 de mayo de 2023 | Centauros                                                | 3:0     | Deportes Recoleta | Poliedro de Caracas, Caracas |                            |
| 18:00              | - Kevin Briceño - Greydelvid Junior Teran - José Ascanio | Reporte |                   | Árbitro(s): Felipe Ventura   | Árbitro(s): Felipe Ventura |

| 21 de mayo de 2023 | Peñarol | 0:0     | S.S. Bocca | Poliedro de Caracas, Caracas |                           |
| 20:00              |         | Reporte |            | Árbitro(s): Ricardo Messa    | Árbitro(s): Ricardo Messa |

| 22 de mayo de 2023 | S.S. Bocca | 0:1     | Centauros         | Poliedro de Caracas, Caracas |                         |
| 18:00              |            | Reporte | - Eneiker Morales | Árbitro(s): Rolly Rojas      | Árbitro(s): Rolly Rojas |

| 22 de mayo de 2023 | Peñarol         | 1:1     | Deportes Recoleta | Poliedro de Caracas, Caracas |                         |
| 20:00              | - Alfredo Vidal | Reporte | - Moisés Pulgar   | Árbitro(s): Andrés Peña      | Árbitro(s): Andrés Peña |

| 23 de mayo de 2023 | Centauros | 0:0     | Peñarol | Poliedro de Caracas, Caracas |                            |
| 18:00              |           | Reporte |         | Árbitro(s): Anelize Schulz   | Árbitro(s): Anelize Schulz |

| 23 de mayo de 2023 | Deportes Recoleta                 | 2:4     | S.S. Bocca                                           | Poliedro de Caracas, Caracas |                            |
| 20:00              | - Francisco Feliu - Moisés Pulgar | Reporte | - Pedro Pascottini - Diego Bermudez - Sergio Arcibar | Árbitro(s): Felipe Ventura   | Árbitro(s): Felipe Ventura |

### Clasificación de terceros
| Pos. | Gr. | Equipos        | PJ | PG | PE | PP | GF | GC | Dif. | Pts. | Clasificación                |
| ---- | --- | -------------- | -- | -- | -- | -- | -- | -- | ---- | ---- | ---------------------------- |
| 1.   | A   | Panta Walon    | 3  | 1  | 1  | 1  | 5  | 7  | -2   | 4    | Clasificado a la fase final. |
| 2.   | C   | Peñarol        | 3  | 0  | 3  | 0  | 1  | 1  | 0    | 3    | Clasificado a la fase final. |
| 3.   | B   | Real Antioquia | 3  | 0  | 2  | 1  | 3  | 4  | -1   | 2    | Jugará por el 9° lugar       |

### Clasificación de cuartos
| Pos. | Gr. | Equipos           | PJ | PG | PE | PP | GF | GC | Dif. | Pts. | Clasificación            |
| ---- | --- | ----------------- | -- | -- | -- | -- | -- | -- | ---- | ---- | ------------------------ |
| 1.   | B   | Fantasmas         | 3  | 0  | 1  | 2  | 4  | 8  | -4   | 1    | Jugará por el 9° lugar.  |
| 2.   | C   | Deportes Recoleta | 3  | 0  | 1  | 2  | 3  | 8  | -5   | 1    | Jugará por el 11° lugar. |
| 3.   | A   | Tigres            | 3  | 0  | 0  | 3  | 5  | 9  | -4   | 0    | Jugará por el 11° lugar. |

## Fase final

### Cuadro principal
|  | Cuartos de final | Cuartos de final | Cuartos de final |            |           | Semifinales | Semifinales | Semifinales |            |              | Final        | Final        | Final      |  |
|  | 25 de mayo       | 25 de mayo       | 25 de mayo       |            |           | 27 de mayo  | 27 de mayo  | 27 de mayo  |            |              | 28 de mayo   | 28 de mayo   | 28 de mayo |  |
|  |                  |                  |                  |            |           |             |             |             |            |              |              |              |            |  |
|  |                  |                  |                  |            |           |             |             |             |            |              |              |              |            |  |
|  | Cascavel         | Cascavel         | 4                |            |           |             |             |             |            |              |              |              |            |  |
|  | Cascavel         | Cascavel         | 4                |            |           |             |             |             |            |              |              |              |            |  |
|  | Peñarol          | Peñarol          | 0                |            |           |             |             |             |            |              |              |              |            |  |
|  | Peñarol          | Peñarol          | 0                |            | Cascavel  | Cascavel    | 3           |             |            |              |              |              |            |  |
|  |                  |                  |                  |            | Cascavel  | Cascavel    | 3           |             |            |              |              |              |            |  |
|  |                  |                  | S.S. Bocca       | S.S. Bocca | 2         |             |             |             |            |              |              |              |            |  |
|  | Barracas Central | Barracas Central | S.S. Bocca       | S.S. Bocca | 2         | 1 (4)       |             |             |            |              |              |              |            |  |
|  | Barracas Central | Barracas Central |                  |            |           |             |             |             |            |              |              |              |            |  |
|  | S.S. Bocca (p.)  | S.S. Bocca (p.)  | 1 (5)            |            |           |             |             |             |            |              |              |              |            |  |
|  | S.S. Bocca (p.)  | S.S. Bocca (p.)  | 1 (5)            |            |           |             |             |             |            | Cascavel     | Cascavel     | 3            |            |  |
|  |                  |                  |                  |            |           |             |             |             |            | Cascavel     | Cascavel     | 3            |            |  |
|  |                  |                  | Joinville        | Joinville  | 1         |             |             |             |            |              |              |              |            |  |
|  | Joinville (p.)   | Joinville (p.)   | Joinville        | Joinville  | 1         | 3 (3)       |             |             |            |              |              |              |            |  |
|  | Joinville (p.)   | Joinville (p.)   |                  |            |           |             |             |             |            |              |              |              |            |  |
|  | Panta Walon      | Panta Walon      | 3 (1)            |            |           |             |             |             |            |              |              |              |            |  |
|  | Panta Walon      | Panta Walon      | 3 (1)            |            | Joinville | Joinville   | 2           |             |            | Tercer Lugar | Tercer Lugar | Tercer Lugar |            |  |
|  |                  |                  |                  |            | Joinville | Joinville   | 2           |             |            | Tercer Lugar | Tercer Lugar | Tercer Lugar |            |  |
|  |                  |                  | Centauros        | Centauros  | 0         |             |             |             |            |              |              |              |            |  |
|  | Centauros (t.s.) | Centauros (t.s.) | Centauros        | Centauros  | 0         | 5           |             |             | S.S. Bocca | S.S. Bocca   | 0            |              |            |  |
|  | Centauros (t.s.) | Centauros (t.s.) |                  |            |           |             |             |             | S.S. Bocca | S.S. Bocca   | 0            |              |            |  |
|  | Cerro Porteño    | Cerro Porteño    | 3                |            |           |             |             |             |            |              | Centauros    | Centauros    | 2          |  |
|  | Cerro Porteño    | Cerro Porteño    | 3                |            |           |             |             |             |            |              | Centauros    | Centauros    | 2          |  |
|  |                  |                  |                  |            |           |             |             |             |            |              |              |              |            |  |

#### Cuadro 5° al 8° puesto
|  | 5° al 8° puesto | 5° al 8° puesto  | 5° al 8° puesto |             |                  | 5° puesto        | 5° puesto     | 5° puesto |  |
|  |                 |                  |                 |             |                  |                  |               |           |  |
|  |                 |                  |                 |             |                  |                  |               |           |  |
|  | 1               | Peñarol          | 4               |             |                  |                  |               |           |  |
|  | 1               | Peñarol          | 4               |             |                  |                  |               |           |  |
|  | 4               | Barracas Central | 5               |             |                  |                  |               |           |  |
|  | 4               | Barracas Central | 5               |             | Barracas Central | Barracas Central | 3             |           |  |
|  |                 |                  |                 |             | Barracas Central | Barracas Central | 3             |           |  |
|  |                 |                  | Panta Walon     | Panta Walon | 2                |                  |               |           |  |
|  | 3               | Panta Walon      | Panta Walon     | Panta Walon | 2                | 5                |               |           |  |
|  | 3               | Panta Walon      |                 |             |                  | 5                |               |           |  |
|  | 2               | Cerro Porteño    | 3               |             |                  | 7° puesto        | 7° puesto     | 7° puesto |  |
|  | 2               | Cerro Porteño    | 3               |             |                  | 7° puesto        | 7° puesto     | 7° puesto |  |
|  |                 |                  |                 |             |                  |                  |               |           |  |
|  |                 |                  |                 |             |                  | Peñarol          | Peñarol       | 3         |  |
|  |                 |                  |                 |             |                  | Peñarol          | Peñarol       | 3         |  |
|  |                 |                  |                 |             |                  | Cerro Porteño    | Cerro Porteño | 1         |  |
|  |                 |                  |                 |             |                  | Cerro Porteño    | Cerro Porteño | 1         |  |
|  |                 |                  |                 |             |                  |                  |               |           |  |

### Cuartos de final
| 25 de mayo de 2023 | Cascavel | 4:0 | Peñarol | Poliedro de Caracas, Caracas |  |
| 12:00              |          |     |         |                              |  |

| 25 de mayo de 2023 | Joinville | 3:3 (3:1 p.) | Panta Walon | Poliedro de Caracas, Caracas |  |
| 14:00              |           |              |             |                              |  |

| 25 de mayo de 2023 | Barracas Central | 1:1 (4:5 p.) | S.S. Bocca | Poliedro de Caracas, Caracas |  |
| 16:00              |                  |              |            |                              |  |

| 25 de mayo de 2023 | Centauros | 5:3 (t. s.) | Cerro Porteño | Poliedro de Caracas, Caracas |  |
| 18:00              |           |             |               |                              |  |

### Semifinales

#### Semifinales del 5.º al 8.º puesto
| 26 de julio de 2023, 16:00 | Peñarol | 4:5 | Barracas Central | Polideportivo Roberto Pando, Ciudad de Caracas |  |

| 26 de mayo de 2023, 18:00 | Panta Walon | 5:3 | Cerro Porteño | Polideportivo Roberto Pando , Ciudad de Caracas |  |

#### Semifinales del1.eral 4.º puesto
| 27 de mayo de 2023 | Cascavel | 3:2 | S.S. Bocca | Poliedro de Caracas, Caracas |  |
| 16:00              |          |     |            |                              |  |

| 27 de mayo de 2023 | Joinville | 2:0 | Centauros | Poliedro de Caracas, Caracas |  |
| 18:30              |           |     |           |                              |  |

### Partido por el 11° puesto
| 26 de mayo de 2023 | Deportes Recoleta | 1:6 | Tigres | Poliedro de Caracas, Caracas |  |

### Partido por el 9° puesto
| 26 de mayo de 2023 | Real Antioquia | 2:5 | Fantasmas | Poliedro de Caracas, Caracas |  |

### Partido por el 7° puesto
| 27 de mayo de 2023 | Peñarol | 3:1 | Cerro Porteño | Poliedro de Caracas, Caracas |  |

### Partido por el 5° puesto
| 27 de mayo de 2023 | Barracas Central | 3:2 | Panto Walon | Poliedro de Caracas, Caracas |  |

### Partido por el 3° puesto
| 28 de mayo de 2023 | S.S. Bocca | 0:2     | Centauros                         | Poliedro de Caracas, Caracas |                            |
| 15:30              |            | Reporte | - Eneiker Morales - Kevin Briceño | Árbitro(s): Ricardo Amaral   | Árbitro(s): Ricardo Amaral |

### Final
| 28 de mayo de 2023 | Cascavel                                              | 3:1     | Joinville            | Poliedro de Caracas, Caracas |                              |
| 18:00              | - Emerson Martins - Gessé Gonçalves - Rafael Ernandes | Reporte | - Roniele Dos Santos | Árbitro(s): Daniel Rodríguez | Árbitro(s): Daniel Rodríguez |

|                             |
| Bandera de Brasil           |
| Campeón Cascavel 2.º título |

## Ranking final
| Posición          | Equipo            |
| ----------------- | ----------------- |
| Medalla de oro    | Cascavel          |
| Medalla de plata  | Joinville         |
| Medalla de bronce | Centauros         |
| 4                 | S.S. Bocca        |
| 5                 | Barracas Central  |
| 6                 | Panta Walon       |
| 7                 | Peñarol           |
| 8                 | Cerro Porteño     |
| 9                 | Fantasmas         |
| 10                | Real Antioquia    |
| 11                | Tigres            |
| 12                | Deportes Recoleta |